# Wang Liping (football)
Pour les articles homonymes, voir Wang Liping.
Wang Liping (en chinois : 王麗萍) est une footballeuse internationale chinoise née le 12 novembre 1973 à Baoding.
Elle joue pour l'équipe de Chine lors des éditions 1995, 1999 et 2003 et est médaillée d'argent aux Jeux olympiques d'Atlanta en 1996.

## Biographie

### En club
Wang est joueuse de Hebei durant sa carrière.
Elle évolue avec l'Atlanta Beat (en) en 2002 aux États-Unis.

### En sélection
En 1996, Wang Liping remporte la médaille d'argent olympique avec l'équipe de Chine. Elle dispute les cinq matches dont la finale perdue contre les États-Unis.
Lors de la Coupe du monde 1995, Wang est titulaire et prend part aux six matchs de la Chine qui termine quatrième. Elle inscrit un but lors de la phase de poules contre l'équipe américaine.
Lors de la Coupe du monde 1999, elle dispute également toutes les rencontres dont la finale à nouveau perdue contre les États-Unis.
Elle participe également aux Jeux olympiques 2000, à la Coupe du monde 2003 et aux Jeux olympiques 2004.